# Polysyncraton sagamiana
Polysyncraton sagamiana är en sjöpungsart som först beskrevs av Takasi Tokioka 1953.  Polysyncraton sagamiana ingår i släktet Polysyncraton och familjen Didemnidae. Inga underarter finns listade i Catalogue of Life.